# Убей меня, Эйс!
Олег Летута, відомий як Убей меня, Эйс!, або ж Kill me, Ace! — український продюсер та виконавець альтернативного року і постпанку з Чернігова.

## Проєкти

### Blue Jay Way
Перший гурт, в якому перебував Олег, як вокаліст. Своє існування почав у 2014-2015 роках, а назву запозичено з однойменної пісні групи The Beatles. У тих же роках Blue Jay Way і розформувався.
В гурті також брав участь автор нині маловідомого українського інді проєкту im not ok Артем Сухомлин.
У 2020 році 21 травня був випущений на платформи старий трек Loser.

### Kill me, Ace!
Назву проєкту Kill me, Ace! було обрано з репліки персонажа фільму «Залишся зі мною», заснованого на повісті Стівена Кінга «Тіло». 
|                                   | You're gonna have to kill me, Ace |
| — Кріс Чемберз, «Залишся зі мною» |                                   |

Початкові роботи були англійською мовою під псевдонімом Kill me, Ace!, орієнтовані на закордонного слухача. 
За час проєкту були випущені сингли, невиданий альбом «Songs from the rooms of blocks of flats» 14 листопада 2018 року. 

### Убей меня, Эйс!
Побачивши більший приток аудиторії з країн пострадянського простору перейшов на російську мову виконання. Випускав пісні жанру альтернатива. Давав інтерв'ю Чернігівському радіо.
У 2020 році 19 червня вийшов ліричний інді альбом «МЫ-Тоска».
11 листопада того ж року, вийшов альбом «Деменция прекокс и бродяжничество», а на трек «Твой сосед» був знят кліп і опублікований 20 листопада на YouTube. 
2021 року вийшли ліричні мініальбом та повноформатний альбом, розділені на дві частини. В той час ексклюзивно для підписників Donut у соціальній мережі ВКонтакті випускався трек «Электричка».
Під час повномасштабного російського вторгнення в Україну у 2022 році випустив максісингл 15 липня E373.
26 серпня 2022 року був виданий старий, англомовний альбом «Songs from the rooms of blocks of flats», часів проєкту Kill me, Ace! в який було зібрано багато невиданих композицій. 
21 лютого 2023 року був випущений на YouTube трек під назвою «Не волнуйся», що не увійшов в минулий матеріал. Також незадовго до цього був анонсований альбом та сингл, реліз котрих намічений на березень. 
23 березня 2023 року випустив повноцінний альбом «Шесть способов перепрыгнуть воронку», до цього випустивши з нього трек 9 березня «Утиные истории». 
7 березня 2024 року вийшов LP під назвою «Стены, и прочие друзья», в який увійшли минулі сингли «Omen» та «Не волнуйся». 
Того ж року 11 травня на SoundCloud випустив кавер на пісню Freaks гурту Surf Curse. 
25 липня 2024 року на платформу YouTube був випущений кавер на пісню гурту Кино «Время есть, а денег нет». Трек повинен був увійти у збірник «Мы вышли из кино 2», але, цитуючи автора: 
|  | ... к счастью не вошел. |

В серпні 23 Олег Летута випустив сингл «Там где рты рычат» з майбутнього альбому.

## Дискографія

### Альбоми
- 2020 —  «МЫ-Тоска»
- 2020 — «Деменция прекокс и бродяжничество»
- 2021 —  «Глаза. Рты. И что-то человеческое» (Часть 2)
- 2022 —  «Songs from the rooms of blocks of flats» (Remastered 2022)
- 2023 —  «Шесть способов перепрыгнуть воронку»
- 2024 —  «Стены, и прочие друзья»

### Мініальбоми
- 2019 — «Ничего страшного»
- 2020 — «Хуже, чем завтра - не будет»
- 2021 — «Глаза. Рты. И что-то человеческое» (Часть 1)

### Сингли
- 2019 — «Kill me, Ace!» (інша назва Destination)
- 2019 — «The Art of Blowing Things Up»
- 2019 — «Opera De Sauvetage»
- 2019 — «Instincts»
- 2019 — «Psycho»
- 2019 — «Выжить»
- 2019 — «Мой милый убийца»
- 2019 — «Танцуй»
- 2020 — «Ничего святого»
- 2020 — «Полонская»
- 2020 — «Малая»
- 2020 — «Червь»
- 2020 — «Вокзалы»
- 2020 — «Время не ждёт (Трибьют «Центру»)»
- 2020 — «Вельзевул»
- 2020 — «Деменция»
- 2021 — «Коллизия»
- 2021 — «Вчера я был собакой»
- 2021 — «Корабли»
- 2021 — «10 метров»
- 2022 — «Лоудердейл»
- 2022 — «E373»
- 2023 — «Не волнуйся»
- 2023 — «Утиные истории»
- 2023 — «Omen»
- 2024 — «След»
- 2024 — «Там где рты рычат»